# Parafia św. Jana Kantego w Warszawie
Parafia Świętego Jana Kantego w Warszawie – parafia rzymskokatolicka należąca do dekanatu żoliborskiego, archidiecezji warszawskiej, metropolii warszawskiej Kościoła katolickiego, w Warszawie. Obsługiwana przez księży archidiecezjalnych.

## Historia
Parafia została erygowana w 1952 przez abp. Stefana Wyszyńskiego. Dekret erekcyjny wszedł w życie 1 września 1952.

### Kościół parafialny
Kościół zbudowany został w latach 1981–1984 wg projektu Tadeusza Zielińskiego przez ks. Antoniego Dębkowskiego. Konsekrowany 5 maja 1995 przez kard. Józefa Glempa.

## Obszar parafii
Do parafii należą ulice: Braci Załuskich, Broniewskiego nry 2-26 i 9-21, Gojawiczyńskiej, pl. Henkla, Kochowskiego nry nieparzyste 1-15, Krasińskiego numery 20-42 i 27-39, ks. Jerzego Popiełuszki, Rydygiera, Przasnyska nry 10-24, Sady Żoliborskie, Sarbiewskiego 2, Tołwińskiego, al. Wojska Polskiego 58, Wyspiańskiego.